# Polystichum pungens
Polystichum pungens är en träjonväxtart som först beskrevs av Georg Friedrich Kaulfuss, och fick sitt nu gällande namn av Presl. Polystichum pungens ingår i släktet Polystichum och familjen Dryopteridaceae. Inga underarter finns listade.